# アウトゴルペ
アウトゴルペ（スペイン語: Autogolpe）は、1992年4月5日にペルーで発生したクーデターである。
大統領のアルベルト・フジモリが軍・警察の支持を受けて議会・司法機関を解散し、憲法を停止した。フヒモラソ（Fujimorazo）とも呼ばれる。

## 背景
1968年に発足したフアン・ベラスコ・アルバラード率いる軍事政権下において、ペルーの債務は過剰な借入と1970年代のオイルショックのために大幅に増加した。そして1985年に大統領に就任したアラン・ガルシアの巨額債務の返済凍結などの経済政策は、ペルーを国際市場からさらに遠ざけ、ペルーへの外国投資が大幅に減少した。ガルシア政権下で年8,000％のハイパーインフレや、左翼ゲリラのセンデロ・ルミノソとの内戦が拡大し、国の不安定を招いた。

### ヴェルデ計画
ペルー内戦中の1989年6月、ペルー国軍によって貧しい先住民の虐殺、国内のメディア統制・検閲、新自由主義経済の確立を目指す「ヴェルデ計画」が極秘に策定された。当初、クーデターが計画に含まれていたが、米国大使であるアンソニー・C.E.クイントンによって反対された。

## 自己クーデター
1992年4月5日夜、フジモリはテレビに出演し、共和国議会を「一時的に解散」し、司法府を「再編成」すると発表した。
政令25418号を公布し、緊急事態宣言と夜間外出禁止令を発令するとともに、憲法の規定を停止し、共和国議会を解散、行政府にすべての立法権を与えた。さらにテロリスト征討に対する強大な権限を大統領に付与した。
自己クーデターに反対した首相のアルフォンソ・ペレス・デ・ロス・ヒーローズ・アルバと農業相のエグスタボ・ゴンサレス・プリエトは翌6日に辞任。ドミニカ共和国へ外遊していた第一副大統領のマキシモ・サン・ロマンは事前にクーデターを知らされておらず、フジモリの動きに反対した。しかし残りの閣僚はフジモリを支持した。
共和国議会はフジモリの自己クーデターに対して4月21日、憲法の規定に基づいて大統領を解任し、マキシモ・サン・ロマンが大統領に昇格した。元大統領のフェルナンド・ベラウンデ・テリーと野党・人民と行動党の大半がサン・ロマンの大統領昇格を支持し、FREDEMOの元大統領候補だったマリオ・バルガス・リョサはフジモリ政権を打倒するための市民に対して反乱を呼びかけた。しかし、軍も大多数の国民もサン・ロマンを支持しなかった。
フジモリは、制憲議会として「民主憲法会議」の設置と選挙を実施することを決定した。